# La Guerre d'Alan
La Guerre d'Alan és una sèrie de còmic de tres episodis creada pel dibuixant Emmanuel Guibert el 2000. Està basada en les memòries d'Alan Ingram Cope.
Inicialment, la sèrie, es va dividir en tres volums, en el primer es narra el període de formació en bases estatunidenques i el posterior desembarcament, el mateix dia que el protagonista complia vint anys, a Le Havre ja en territori francès. En la segona entrega s'explica les vivències de l'Alan en el front europeu, des de Normandia fins a Txecoslovàquia, quasi sempre com a ocupant de carros de combat i d'altres vehicles d'ús militar. Finalment, en el tercer detalla el seu retorn a la vida civil, i la tornada als Estats Units i el posterior retorn a Europa per establir-s'hi definitivament.

## Argument
El 1941, l'atac a Pearl Harbor per part del Japó provoca l'entrada dels Estats Units a la Segona Guerra Mundial. Alan Ingram Cope, un jove californià de 18 anys, és cridat a incorporar-se a l'exèrcit. Comença així el servei militar a Fort Know, a prop de Louisville (Kentucky). En l'entrenament que rep a la secció blindada coneix a Lou, un altre jove que, com ell, ha sigut també obligat a incorporar-se a l'exèrcit. Mentre aprenen a conduir tancs de combat, s'estableix una amistat entre els dos joves, que s'interromp quan Alan abandona la patrulla per a incorporar-se a una unitat de formació de ràdio. Alan descobreix així la música clàssica, de la qual n'esdevé un gran afeccionat. Posteriorment, és assignat a un vehicle blindat de combat. Els seus companys d'infanteria, Marker, Polski i Kulik, el seguiran al llarg del segon capítol. Allan és enviat finalment a Europa i el vaixell de càrrega on viatja desembarca a França el 19 de febrer, el dia del seu aniversari.

## Publicacions
A França els 2 àlbums es varen publicar a la col·lecció Ciboulette per l'editorial francesa L'Association: Capítol 1 (2000), Capítol 2 (2002), Capítol 3 (2008).
A l'estat espanyol, entre el 2004 i el 2008 Ponent Mon va editar els tres volums. El 2013 el còmic fou editat en castellà per Ediciones Sinsentido. El primer capítol s'ha traduït com La infancia de Alan. i el 2019 l'editorial Salamandra va editar un integral.

## Palmarès
- 2009: el Capítol 3 va formar part de la selecció oficial del Festival del Còmic d'Angulema.

- 2009: l'edició en anglès fou nominada a la 40a edició de la Comic-Con de San Diego a les categories millor còmic documental, millor àlbum, millor guionista i millor obra estrangera.

- 2014: l'edició en castellà fou nominada al Saló Internacional del Còmic de Barcelona a la categoria millor obra estrangera.